# 三次號列車
「三次」（日语： Miyoshi */?）是西日本旅客鐵道（JR西日本）在1985年至2007年之間，於廣島至三次/備後落合之間行走，途經藝備線上行走的急行列車。在本條目內，將會記載過往行走芸備線至木次線之間之優等列車沿革。

## 概要
此列車前身是陰陽連絡線之一的急行列車「千鳥」，其運行區間縮短而成。於1985年，「三次」開始運行。於2000年，成為了藝備線急行列車的總稱，在最頂盛時期設有4往返班次。但是，由於沿線住民要求增加不需急行費用的快速列車班次，加上高速巴士加入競爭，使「三次」的平均乘車率下降。隨後由於車輛開始老化的關係，於2007年7月1日廢止。
關於「三次」的列車愛稱，由來是使用了藝備線其中一個途經的城市三次市。

## 廢止之前的運行狀況
備後落合站/三次站至廣島站之間設有4往返班次，當中備後落合站至三次站之間為普通列車。在列車編號方面，三次站至廣島站之間使用班次編號+810，來往備後落合站的列車中，在備後落合站至三次站之間直通的班次，其列車編號是班次編號+1820。來往備後落合站的班次中，可於備後落合站轉乘列車前往新見方向，整段行程需時4小時。
來往三次站至廣島站之間的所需時間為1小時10分至20分。在2006年3月17日前，設有班次只需60分鐘行整全程，但發生JR福知山線出軌事故後，使所需時間有所增加。

### 停車站
備後落合站 … （各站停車） … 三次站 - 甲立站 - 向原站 - 志和口站 - （下深川站） - （安藝矢口站） - （矢賀站） - 廣島站
- 3號、4號加停括號（　）內的車站。

### 使用車輛

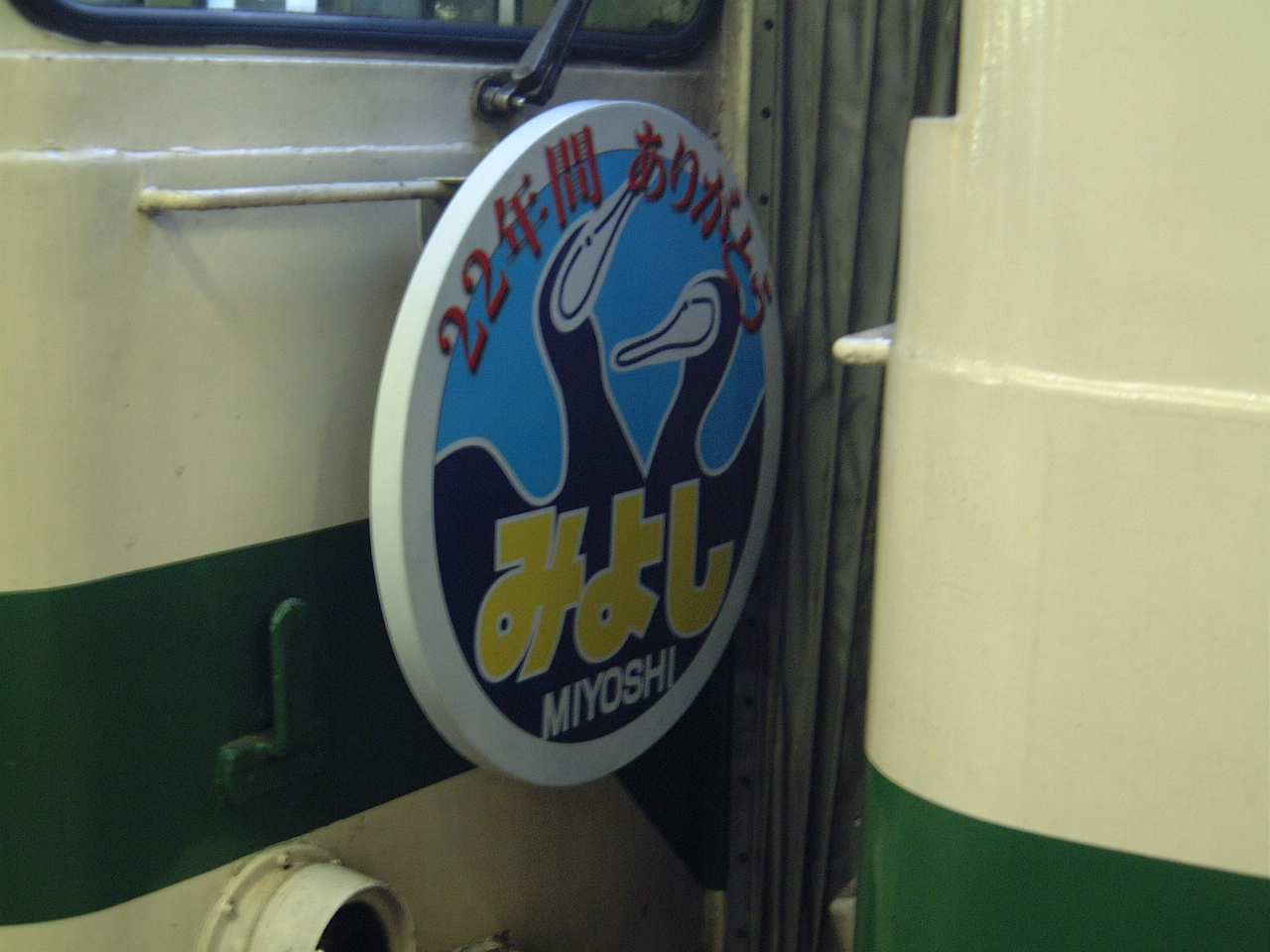
在列車廢止前1個月，列車掛有特別的車頭牌

「三次」列車使用3列（主要使用2列，1列作為後備）KiHa 58系柴油列車2卡編成，通常使用2卡車廂。全車只有普通車自由席，並沒有指定席。
當時，在急行型車輛Kiha28、58系柴油列車中，只有在「三次」列車使用。隨著列車廢止，急行型車輛不再行走急行列車班次，而日行的急行列車也被消滅。在多客時期，會增加2卡車廂至4卡編成，此外由設有團體運送事情時，增加入専用車輛，以6卡編成運行。
Kiha58車輛也會執行普通列車班次，在早上，為了不需要執行不載客班次，設有從三次往廣島的2829D班次及廣島往三次的1866D班次。在尾班車中，設有從三次往廣島的1877D班次（截至2007年3月18日的時間表修正前）。

## 藝備線、木次線的優等列車

### 概説

#### 千鳥
在太平洋戰爭後，被投下原子彈的廣島市開始急速復興，通過在該處政府機關，開始成為中國地方的中心城市。此外，過往只有在京阪神方向連接山陰地方的高交通需求。但是，廣島的陰陽連接鐵路線中，藝備線、木次線和伯備線均已全線開通，但是在戰後卻沒有設立優等列車，只有較慢和較少班次的普通列車行走。
由於國鐵沒有因應新需求而採取對應的措施，在1950年（昭和25年）10月，一畑電氣鐵道松江至廣島之間行走的急行巴士開始運行。在下午和晚間各有1往返班次，並使用新式大型巴士。盡管道路狀況較差，路線需經過山嶺，大約200公里的路程需時6小時30分，但是成功吸納了直通乘客乘坐。
另一方面，在開辦松江至廣島之間的巴士路線前，在1950年6月，國鐵巴士路線雲藝線，開設於出雲今市（現時：出雲市）至備後十日市（現時：三次）之間行走的夜行班次，以方便連接藝備線。由於一畑電鐵巴士的成功，國鐵也準備開辦山陰至廣島的直通列車。在1953年（昭和28年）11月，開設臨時列車快速列車，於米子站至廣島站之間行走，當中途經兩地方之間鐵路最短路線木次線。此列車以松江城的別名千鳥城而命名。在1955年（昭和30年），夜行列車「夜行千鳥」也開始營運。
當時整段旅程均由蒸氣機車牽引鐵路客車，由於在木次線內設有急彎和陡峭路段，在簡易線使用的小型機車C56形牽引經過以上路段時，只可以以3卡編成（當中二、三等共用車廂）運行。此外，「千鳥」與「夜行千鳥」是使用同樣編成。
在1959年（昭和34年），列車升格為準急列車並成為定期列車，使用車輛為準急用，設有2台強力引擎的列車的國鐵KiHa 55系柴油列車。實現列車無煙化和速度大幅度提升，使隨後在該地區的本地優等列車中，基本上使用柴油列車。在1962年（昭和37年），「夜行千鳥」被整合至「千鳥」而廢止。「千鳥」合計設有2往返班次。由於使用柴消列車行走，因此不需要機車牽引，客車內面積增加，並且可容易進行分離和結併作業。在木次線內的出雲坂根站及三段折返線中，採取了對策使可支援更長的「千鳥」列車，提高運輸能力。
在1966年（昭和41年），列車升格為急行列車。在1968年（昭和43年），在藝備線、木次線內運行的急行列車愛稱統一為「千鳥」，共設有3往返班次。在米子鐵道管理局管轄範圍內，急行「千鳥」是擁有最傑出乘車率的列車。由於在繁忙時期的運輸能力不足，加設了上行（往米子）臨時列車「夜行千鳥」，並3班運行廣島與山陰地方之間。隨後，上行在「夜行千鳥」的尾段中，松江至鳥取之間變為普通列車(米子起為快速列車)，使同時擔任通勤運輸的任務。同時，在山陰本線行走的「三瓶」，其附屬編成於米子分離，隨後與「夜行千鳥」結併，以7卡編成運行。
在1972年（昭和47年）起，伯備線成為了連接中國地方與山陰地方的主要路線，加上在1975年（昭和50年）3月，山陽新幹線全線開通，以及中國自動車道與國道54號的工程竣工，使「千鳥」的客量下降。在1980年（昭和55年），「夜行千鳥」廢止。在廢止前，「夜行千鳥」每日收入為20萬日圓。在1985年（昭和60年），部分「千鳥」班次的運行區間再縮短，其列車改名為「三次」。「千鳥」減至只剩下1往返班次。在國鐵分割民營化後仍繼續運行，在1990年（平成2年），「千鳥」不再在木次線行駛，「千鳥」的運行區間縮短至備後落合站至廣島站之間。在2002年（平成14年）7月，維持「千鳥」的運行區間，但部分區間轉為普通列車，並同時整合至「三次」列車。

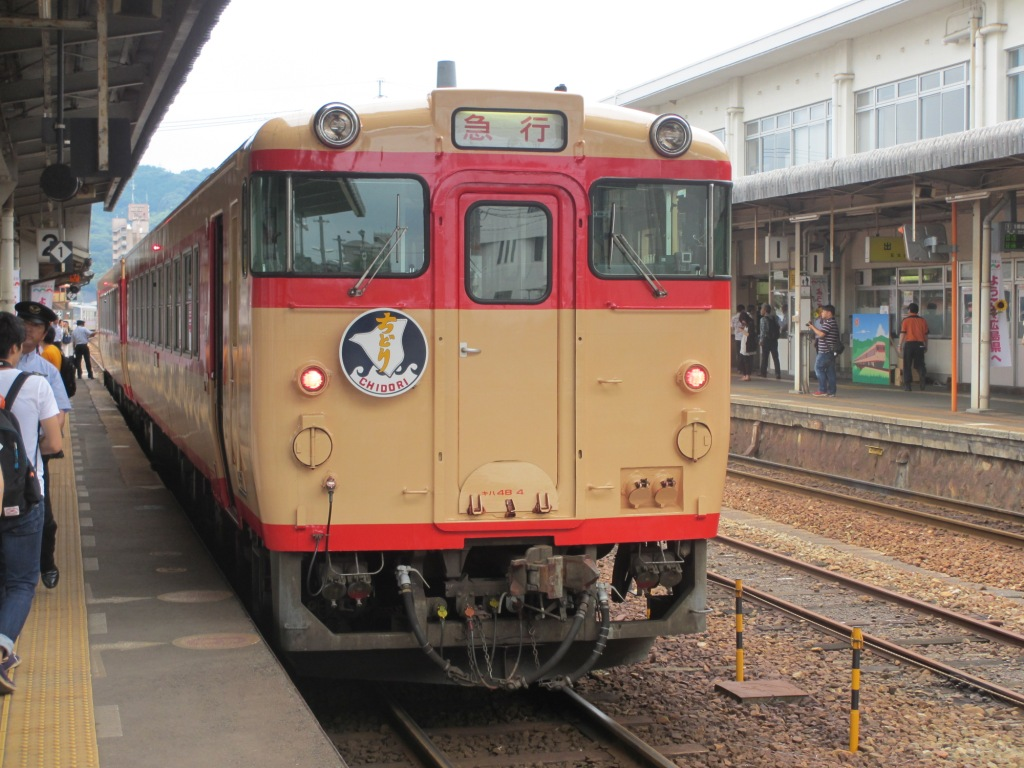
2013年8至9月使用KiHa48運行的臨時急行千鳥

隨後在「廣島縣地方旅遊活動」的其中一環，在2013年（平成25年）8月31、9月1、7、8日開設復興急行「千鳥」，每日1往返班次於廣島至三次之間行走。車輛使用過往急行型柴油列車色風的KiHa48形2卡編成，全區間中全部車廂為指定席。停車站為下深川、志和口、向原、吉田口和甲立。

#### 帝釋
在1962年3月，開設了準急列車於岡山站至廣島站之間行走，途經伯備線和藝備線。列車愛稱「帝釋」是來自東城站 (日本)西南方的帝釋峽（日语：／）。在岡山站至新見站之間與「宍道」結併，並在新見站進行分離和結併作業。在新見站至三次站之間使用KiHa 20形卡編成運行，在1966年升格至急行列車。在1968年與「比婆」整合，「帝釋」合共設有2往返班次。
在1972年伯備線內削減班次，所有「帝釋」班次統一為於新見站至廣島站之間運行，並維持設有2往返班次。隨後由於與鐵路線並行的國道與部分中國自動車道相繼開通，在1980年，部分區間變為普通列車運行。在1985年，削減1往返班次以迎接國鐵分割民營化。在1991年，運行區間縮短至備後落合站至廣島站之間。在2002年，整合至與運行區間相同的「三次」列車，「帝釋」廢止。

#### 白霧
在1962年3月，「千鳥」增加班次，其班次名為「白霧」，於米子站至廣島站之間運行。當時，「千鳥」是途經藝備線和木次線，「白霧」則途經伯備線和藝備線。經木次線的行駛距離為242.3公里，經伯備線則為244.3公里，兩者相差無幾。但由於伯備線的走線較好，因此米子站至廣島站之間，「白霧」的所需時間比「千鳥」縮知30分鐘以上。
在1966年升格至急行列車，並維持相同運輸區間，在1968年整合至「千鳥」，「白霧」廢止。
列車名稱的由來，是在三次市中3條河川合流而產生的霧而命名。

#### 因幡
在1964年10月至1968年10月之間，開設了準急列車、急行列車「因幡」，於鳥取站至廣島站之間行走，以協助乘車率高的「千鳥」。在廣島站往鳥取站的班次為夜行列車，在1966年升格至急行列車，最後在1968年廢止。

#### 比婆
在1967年10月起的1年之間設立的急行列車。於新見站至廣島站之間行走，只有1往返班次。此列車只於藝備線中行走（嚴格上新見至備中神代之間是伯備線路段），方便了轉乘木次線和伯備線的列車，連接中國地方和山陰地方。。新見駅6時30分発で、広島駅には9時58分に到着するダイヤは好評で、三次駅 - 広島駅間の乗車率は高かった。
列車名稱「比婆」的由來，是來自廣島縣、島根縣與鳥取縣三縣之間的比婆道後帝釋國定公園比婆山。

#### 山之湯
為了促進廣島站來往湯原溫泉與奧津溫泉的觀光需求，在1972年3月至1980年10月之間，開設了急行列車，於津山站至廣島站之間行走，途經姬新線和藝備線。但是，由於列車的運行速度慢，加上在1979年10月部分中國自動車道開通，最後於1980年10月廢止。

### 沿革
- 1953年（昭和28年）11月11日：開設於米子站至廣島站之間（經木次線、藝備線）行走，只於週末運行的臨時列車快速列車「千鳥」。
- 1955年（昭和30年）12月：開設於米子站至廣島站（經木次線、藝備線）行走，只於週末的臨時快速列車「夜行千鳥」。
- 1959年（昭和34年）4月20日：「千鳥」「夜行千鳥」轉為定期列車，並且列車類別升格為準急列車。
- 1961年（昭和36年）10月1日：「夜行千鳥」往米子的班次改從岩國站出發（岩國站至廣島站之間為快速列車）。
- 1962年（昭和37年）3月15日：因應時間表修正，作出以下變更：
  1. 開設準急「白霧」，於米子站至廣島站（經伯備線、藝備線）之間行走。
  2. 開設準急「帝釋」，於岡山站至廣島站（經伯備線、藝備線）之間行走。
  3. 「夜行千鳥」整合至「千鳥」而廢止。「千鳥」設有2往返班次。
- 1964年（昭和39年）10月1日：開設準急「因幡」，於鳥取站至廣島站（經木次線、藝備線経由）之間行走。
- 1966年（昭和41年）3月5日：「千鳥」「帝釋」「白霧」「因幡」升格為急行列車。
- 1967年（昭和42年）10月1日：開設「比婆」，於新見站至廣島站之間行走。
- 1968年（昭和43年）10月1日：「因幡」「白霧」整合至「千鳥」，「比婆」整合至「帝釋」。「因幡」「白霧」「比婆」廢止。在此日起，「千鳥」設有4往返班次，「帝釋」設有2往返班次。
- 1972年（昭和47年）3月15日：因應時間表修正，作出以下變更：
  - 來往米子站的「千鳥」列車中，部分班次在松江至米子之間為普通列車。
  - 開設急行「山之湯」，於津山站至廣島站（經姬新線、藝備線）之間行走。
  - 「帝釋」削減新見站至岡山站之間區間，上行1班列車與「千鳥」(於岩國站出發，在廣島站前為普通列車)於廣島站至備後落合站之間結併。
- 1975年（昭和50年）3月10日：「帝釋」的運行區間統一來往新見站至廣島站之間。
- 1980年（昭和55年）10月1日：因應時間表修正，作出以下變更：
  1. 「千鳥」夜行列車廢止，運輸區間設定為鳥取站/米子站至廣島站之間。
  2. 「帝釋」部分區間變為普通列車。
  3. 「山之湯」廢止。
- 1984年（昭和59年）2月1日：「千鳥」不再設有綠色車廂。同日岩國機關區廢止，所有列車起由廣島運輸所（日语：広島運転所）指派。
- 1985年（昭和60年）3月14日：新設急行「三次」（日语：みよし），於新見站/備後落合站至廣島站之間行走，設有1往返班次（新見站/備後落合站至三次站之間為普通列車）。當時「千鳥」「帝釋」各設有1往返班次。
- 1987年（昭和62年）：新設臨時列車「江之川」（三江線內快速列車），於廣島站至濱田站之間行走。此外，新設臨時列車「宮島楓葉狩獵號」，於三次站至宮島口站之間行走。
- 1989年（平成元年）：開設臨時列車「貓山雪特快」，於廣島站至備後落合站之間行走。
- 1990年（平成2年）3月10日：「三好」增加1往返班次。備後落合站/三次站至廣島站之間2往返班次。「千鳥」改為備後落合站至廣島站之間行走。
- 1991年（平成3年）3月16日：「帝釋」縮短運輸區間，行走備後落合站至廣島站之間。
- 1994年（平成6年）：最後一年行走臨時列車「江之川」。
- 1995年（平成7年）：最後一年行走臨時列車「貓山雪特快」。
- 2002年（平成14年）3月23日：於三次站至廣島站之間的列車愛稱統一為「三次」（「千鳥」「帝釋」廢止）。「三好」增至4往返班次[4]。
- 2003年（平成15年）10月1日：「三次」的運行時段改變，1往返班次加停矢賀站、安藝矢口站與下深川站。
- 2007年（平成19年）7月1日：「三次」廢止[5]。
- 2013年（平成25年）8月31日、9月1日、9月7日、9月8日：由於舉行「廣島縣地方旅遊活動」，在以上日子開設1往返班次的「千鳥」，於廣島至三次之間行走，全車指定席[6]。

## 注腳
1. ↑  當時剩餘的定期急行列車，「能登」（在2012年〈平成24年〉3月以後不再運行）、「北國」（在2013年〈平成25年〉1月廢止）和「玫瑰」（在2016年〈平成28年〉3月廢止）的使用車輛，分別是489系電動列車、583系電動列車（日语：国鉄583系電車）、14系客車，均為特急型車輛和夜行急行列車。
2. ↑  Response.（日语：Response.）. . IID（日语：イード (企業)）. 2013-07-23  [2019-11-07]. （原始内容存档于2019-11-07）.
3. ↑  Mynavi新聞（日语：マイナビニュース）. . IID（日语：イード (企業)）. 2013-07-23  [2019-11-07]. （原始内容存档于2019-11-07）.
4. ↑  平成14春 ダイヤ改正について 在来線特急・急行列車（互聯網檔案館）- 西日本旅客鐵道新聞發布 2001年12月14日
5. ↑  平成19年夏のダイヤ改正（広島・山口エリア） 別紙詳細PDF（互聯網檔案館）- 西日本旅客鐵道新聞發布 2007年5月9日
6. ↑  .   [2020-02-28]. （原始内容存档于2020-02-28）.